# Antonio Benedetto Maria Puccini
Jacopo, o Giacomo Puccini (nascut el 26 de gener, 1712 a Celle di Val di Roggio, (República de Lucca) - Lucca, 16 de maig, 1781), va ser organista i compositor italià.

## Biografia
Jacopo Puccini va ser alumne de Caretti a Bolonya, després es va establir a Lucca com a organista de San Martino (1739-1772) i director de la Cappella Palatina (1739-1781). Va ser nomenat membre de l'Accademia Filarmonica de Bolonya (1743).
Jacopo Puccini és el pare d'Antonio Puccini (1747-1832), l'avi de Domenico Puccini (1772-1815), el besavi de Michele Puccini (1813-1864) i el besavi pare de Giacomo Puccini (1858). -1924), el famós compositor d'òpera (Tosca, Madame Butterfly, etc.).
Obres